# 佩恩哈魯薩拉村
佩恩哈魯薩拉村（波斯語：پائين هلوسرا），是伊朗吉兰省阿姆拉什县兰库区沙布庫斯拉特鄉的一个村。2006年人口普查顯示該村人口为701人，分佈在177个家庭中。